# Iglesia de la Virgen del Fiore
La iglesia de la Virgen del Fiore es un edificio religioso ubicado en la localidad italiana de Pitigliano, en la provincia de Grosseto.

## Historia
La iglesia fue construida durante el Renacimiento, más exactamente durante el siglo XV, y fue originalmente utilizada como capilla rural.
Comparado con la cercana iglesia de San Miguel, este edificio religioso fue frecuentado continuamente por los fieles, tanto para reunirse en oración como para celebrar servicios religiosos, lo que hizo necesarias varias ampliaciones durante distintos siglos, especialmente en los tiempos más recientes, que cambiaron, aunque fuera parcialmente, la primitiva apariencia renacentista de la iglesia.

## Descripción

### Ubicación
Se encuentra ubicado en la via della Madonna del Fiore, fuera de la muralla, algo más al este y no muy lejos de la iglesia de San Miguel.

### Exterior
La iglesia de la Virgen del Fiore parece un edificio simple con paredes exteriores completamente cubiertas de bloques de toba y un techo a dos aguas.
La fachada original ha sido modificada varias veces a lo largo del tiempo, primero precedida por un pronaos y posteriormente incorporada completamente en el edificio religioso, luego del cierre del pórtico de los pronaos que determinó la formación de la fachada actual entre los finales del siglo XIX y principios del XX. La fachada actual, siempre cubierta de bloques de toba, tiene un portal de entrada central simple flanqueado en la parte superior por dos ventanas cuadradas, con un gran dintel común al portal, en el que descansa el arco ancho que en el pasado delimitó la apertura del pronaos. Un pequeño campanario de vela se levanta en el lado izquierdo de la fachada principal.

### Interior
Incluso el interior del edificio religioso, originalmente destinado a albergar una sola capilla pequeña, ha sufrido cambios y ampliaciones a lo largo de los siglos, incluidas otras dos capillas, además de la original modificada: una de ellas está en el lado izquierdo, mientras que el otro se encuentra en la parte trasera.